# Evershot
Evershot är en ort och civil parish i Storbritannien.   Den ligger i kommunen Dorset och riksdelen England, i den södra delen av landet, 190 km väster om huvudstaden London. Evershot ligger 170 meter över havet och antalet invånare är 210.
Terrängen runt Evershot är huvudsakligen platt, men västerut är den kuperad. Runt Evershot är det ganska tätbefolkat, med 86 invånare per kvadratkilometer. Närmaste större samhälle är Yeovil, 11,6 km norr om Evershot. Trakten runt Evershot består till största delen av jordbruksmark.